# 单叶绿绒蒿
单叶绿绒蒿（学名：Meconopsis simplicifolia），为罂粟科绿绒蒿属下的一个植物种。